# Phallocottus
Phallocottus is een monotypisch geslacht van straalvinnige vissen uit de familie van donderpadden (Cottidae).

## Soort
- Phallocottus obtusus Schultz, 1938